# Penyes Altes de Moixeró
Les Penyes Altes de Moixeró és una muntanya de 2.276 metres a la Serra de Moixeró entre les comarques del Berguedà i la Cerdanya, dins el Parc Natural del Cadí-Moixeró. En aquest cim coincideixen les divisions provincials de Barcelona, Lleida i Girona.
Aquest cim està inclòs al llistat dels 100 cims de la FEEC.

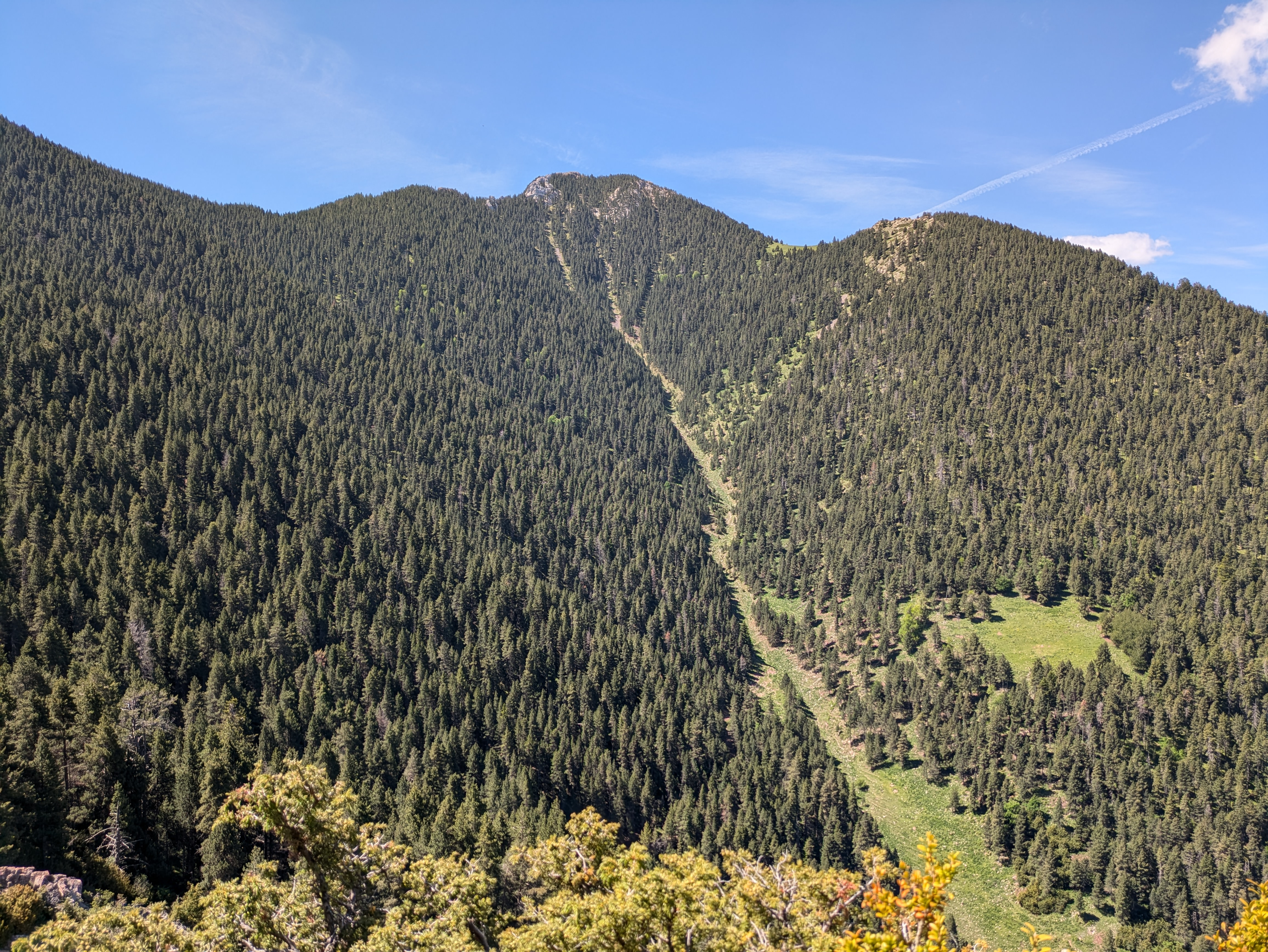
Penyes Altes de Moixeró, costat nord
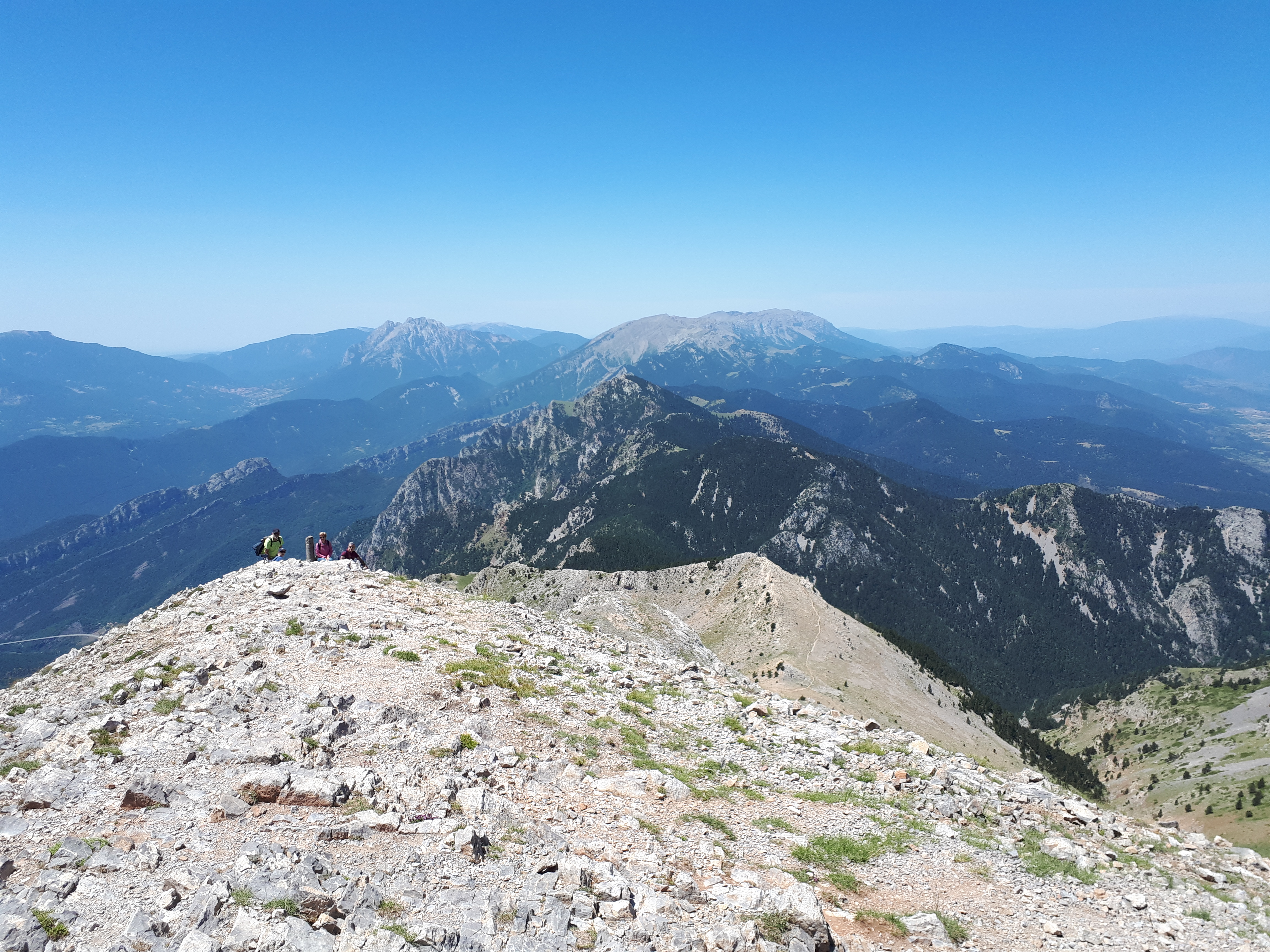
Penyes Altes de Moixeró des de la Tosa d'Alp.